# Shannon Hoon
Richard Shannon Hoon (Lafayette, Indiana, 26 de septiembre de 1967-Nueva Orleans, Luisiana, 21 de octubre de 1995) fue un cantautor y guitarrista estadounidense que lideró la banda de rock Blind Melon hasta su muerte por sobredosis de cocaína el 21 de octubre de 1995 cuando solo tenía 28 años y estaba en pleno apogeo de su carrera. 
En vida, Hoon, junto a Blind Melon publicó dos álbumes de estudio, Blind Melon y Soup, en 1992 y 1995, respectivamente, aunque un año después de su muerte, sus excompañeros editaron el disco Nico con grabaciones descartadas de los anteriores trabajos, que lleva el nombre de la hija de Shannon, Nico Blue. Hoon, cuyo estilo vocal fue comparado a menudo con el de la también fallecida Janis Joplin, consiguió oponerse al estilo reinante en Los Ángeles, el hair metal, para componer canciones basadas en el rock de los años 1970, con representantes como Led Zeppelin o Grateful Dead.

## Biografía

### Juventud
Nacido y criado en Lafayette, Indiana, Hoon empezó a usar su segundo nombre, Shannon, para evitar confusiones con su padre, quien también se llamaba Richard. En el instituto, Hoon despuntó por su pronunciada capacidad deportiva debido a su hiperactividad, destacando en fútbol y lucha. Junto con su fama de buen deportista, Hoon era también conocido en la localidad por haber sido arrestado en más de una ocasión. Se graduó en la escuela de McCutcheon en 1985. Después de dicha graduación, Hoon se empezó a interesar por la música: «Cuando tenía 17 años, me obsesioné porque no tenía nada con lo que identificarme. Me di cuenta de que había malgastado años intentando ser lo que mis padres querían que fuese». Se unió como cantante en una banda de covers de Guns N' Roses, para después formar parte del grupo Styff Kytten. Por esta época, escribió su primera canción, «Change».

### Blind Melon

#### Formación de la banda
Abandonó Indiana debido a sus problemas con la ley y se trasladó a Los Ángeles con la esperanza de triunfar en el mundo de la música. Después de llegar a Los Ángeles, Hoon conoció en una fiesta a los músicos Brad Smith y Rogers Stevens, quienes vieron a Hoon interpretar su canción «Change» en acústico y lo invitaron a tocar con ellos. Christopher Thorn y Glen Graham fueron posteriormente reclutados y pronto los cinco músicos decidieron formar Blind Melon. En 1991 la banda produjo una demo de cuatro canciones titulada The Goodfoot Workshop y firmaron un contrato con Capitol Records por 500 000 dólares. Así, Blind Melon comenzó a ensayar en un local llamado The Sleepy House, situado en Chapel Hill, en el estado de Carolina del Norte.
En Los Ángeles conoció a Axl Rose, vocalista de Guns N' Roses y amigo de su hermana Anna. Rose lo invitó a unirse al estudio, donde su banda estaba grabando los álbumes Use Your Illusion I y Use Your Illusion II, para realizar colaboraciones vocales, concretamente en los temas «The Garden» y «Don't Cry». Rose también lo invitó a colaborar en el video de «Don't Cry». El gran éxito de aquel vídeo hizo que Capitol presionase más a la banda para la grabación del disco debut, que ocurrió entre 1991 y 1992.

#### Primer trabajo:Blind Melon
En 1992 Blind Melon editó su álbum debut, producido por Rick Parashar, quien había trabajado anteriormente con Pearl Jam en su disco también debut, Ten. Blind Melon consiguió críticas positivas, aunque no demasiado impacto en el número de ventas al poco de salir a la luz. A raíz de la publicación del disco, la banda comenzó a preparar giras por los Estados Unidos para promocionar su trabajo, abriendo los conciertos de formaciones y músicos como Ozzy Osbourne, Neil Young, Guns N' Roses o Soundgarden durante los años 1992 y 1993. A medida que la popularidad aumentaba, también lo hizo el abuso de drogas y alcohol por parte de sus miembros, en especial de Hoon. La llegada de la fama vino de la mano del primer sencillo del disco, «No Rain», que se convirtió en un gran éxito gracias a su vídeo. En él aparece una chica joven y obesa, de nombre real Heather DeLoach, llamada «la chica abeja» debido a su disfraz, rechazada de todos los lugares a los que va. Este clip fue dirigido por Sam Bayer, quien fue el creador del vídeo de la canción «Smells Like Teen Spirit». de Nirvana y que en el futuro dirigiría varios videos del grupo Green Day.
Gracias al repentino éxito del tema, el disco llegó al segundo puesto del Billboard, sobrepasando los cuatro millones de ventas solo en los Estados Unidos y alcanzando dos nominaciones a los premios Grammy (mejor artista nuevo y mejor interpretación de rock). Blind Melon pasó los dos años siguientes de gira por todo el mundo. 
Recitales
Muchos de los conciertos de esas giras tuvieron que ser interrumpidos a causa de las penas de cárcel o rehabilitación de Hoon o de su comportamiento cada vez más obsceno y extraño. En 1993 Hoon fue arrestado después de desnudarse y orinar sobre un fan durante un show en Vancouver (Canadá).
Al año siguiente, durante la participación de Blind Melon en el festival Woodstock 94, Hoon salió a escena con el vestido de boda de su mujer. Durante el concierto, Hoon interactuó con el público y finalizó el show arrojando los instrumentos de percusión a los espectadores. Ese año, Hoon provocó otro incidente al agredir a un guardia de seguridad en la entrega de los premios Billboard. Sin embargo el éxito se vio reflejado en la aparición de la banda en la portada de uno de los números de la revista Rolling Stone, en la que salen desnudos. Cuando la banda entró al estudio para grabar el siguiente trabajo, la adicción de Hoon a la cocaína se hizo más fuerte. 
En julio de 1995, nació su primera hija, Nico Blue, poco antes de la publicación del segundo disco de la banda.

#### Segundo trabajo:Soup
Después de permanecer un tiempo descansando, Blind Melon grabó y editó su segundo álbum, Soup (1995). El disco fue recibido por la crítica con aspereza debido a su sonido más oscuro, aunque en el plano comercial fue muy exitoso, ya que el sencillo «Galaxie» alcanzó el octavo puesto en la lista del Billboard. Después de la edición del trabajo, Hoon volvió a un centro de rehabilitación para intentar curarse de su adicción a la cocaína. Debido a la reciente edición de Soup, Blind Melon necesitaba una gira de promoción del trabajo, algo complicado al estar Hoon internado en la clínica. A causa de ello, y debido a las presiones del sello discográfico, Hoon hizo que su tutor en la clínica lo acompañase durante la gira. Sin embargo, este tutor no fue capaz de evitar que Hoon recayese en sus problemas con las drogas y fue despedido solo un mes después de comenzar la gira. Sin la presencia de este, la adicción y el uso de drogas de Hoon creció de manera considerable.

## Muerte
Una semana después de despedir al tutor de Hoon, en la noche del 20 al 21 de octubre de 1995 -después de un concierto para el olvido en Houston-, Hoon consumió mucha cocaína durante el trayecto de Houston a Nueva Orleans, donde llamó y habló con su novia por teléfono. 
A la mañana siguiente, el 21 de octubre de 1995, el sonidista de la banda busca a Shannon para hacer, como de costumbre, la prueba de sonido. Pero éste encuentra su cuerpo sin vida en el ómnibus del grupo. Tenía 28 años.
Ese día, la banda tenía que tocar en Nueva Orleans, un concierto obviamente cancelado como todo el resto de la gira. Hoon fue enterrado en Dayton, Indiana. En su lápida se pueden leer algunos versos extraídos de la primera canción que compuso, "Change":

I know we can't all stay here forever 

So I want to write my words on the face of today 

And they'll paint it
Shannon Hoon, "Change"

La noticia sorprendió a la crítica y al público en general. Howy Boschan, uno de los miembros iniciales de la banda (la había dejado después de sufrir un grave accidente de coche) y coautor de "Tones of Home", canción que aparece en el primer disco de la banda, expresó su amistad y tristeza por la muerte del vocalista: "Shannon y yo fuimos buenos amigos, vivimos juntos. Y la última vez que hablé con él le dije que era un estúpido. Me había llamado por los derechos de autor de 'Tones of Home', y llegó incluso a amenazarme. No era la misma persona que conocí". Mientras tanto, Ed Kowalczyk, miembro de Live y amigo de Hoon, se preguntaba "qué es lo que tiene la droga que la hace tan genial." Hoon pasó así a engrosar la larga lista de músicos muertos a causa de las adicciones.
Un año después de su deceso, los restantes miembros del grupo editaron un último álbum, titulado Nico, en el que aún se pueden escuchar las últimas canciones grabadas con Hoon como vocalista. El nombre del trabajo proviene del nombre de la hija de Hoon, que nació pocas semanas antes de la muerte de su padre. El dinero recaudado por las ventas del disco fue donado a fundaciones dedicadas a tratar problemas de drogadicción y a la manutención de su hija. Blind Melon se mantuvo inactivo después de la muerte de Shannon, pero al ver que definitivamente no podían encontrar a alguien que ocupara su puesto, la banda se disuelve oficialmente en 1996.
A fines de 2006, se anuncia oficialmente el regreso de la banda a los escenarios, reclutando para la ocasión al vocalista de Rain fur Rent, Travis Warren. El 22 de abril de 2008, la banda publicó un nuevo álbum titulado For My Friends con Warren como vocalista.

## Discografía

### En vida
- Blind Melon (1992) - Capitol Records
- Soup (1995) - Capitol Records

### Póstuma
- Nico (1996) - Capitol Records
- Letters From a Porcupine (DVD) (2001) - Capitol Records
- Classic Masters (2005) - Capitol Records
- The Best of Blind Melon (2005) - Capitol Records
- Live at The Palace (2006) - Capitol Records